# Fiducie en droit français
En droit français, la fiducie a été introduite dans le Code civil (articles 2011 et suivants) par la loi du 19 février 2007, à la suite d'une proposition de loi du sénateur Philippe Marini. Elle est définie comme « l'opération par laquelle un ou plusieurs constituants transfèrent des biens, des droits ou des sûretés, ou un ensemble de biens, de droits ou de sûretés, présents ou futurs, à un ou plusieurs fiduciaires qui, les tenant séparés de leur patrimoine propre, agissent dans un but déterminé au profit d'un ou plusieurs bénéficiaires ».
La fiducie, en droit civil français, peut être utilisée comme instrument de gestion ou comme sûreté. Son usage est toutefois très encadré : au départ, seules les personnes morales soumises à l'impôt sur les sociétés pouvaient être constituants (article 2014 du Code civil, supprimé par la loi du 4 août 2008 - voir paragraphe suivant) et seuls les établissements de crédit, entreprises d'assurance ou entreprises d'investissement pouvaient être fiduciaires. Elle ne peut être utilisée à fin de libéralité, l'article 2013 du Code civil disposant que « le contrat de fiducie est nul s'il procède d'une intention libérale au profit du bénéficiaire ». Outre la nullité absolue (sanction civile), la fiducie-libéralité encourt de lourdes sanctions fiscales (articles 792 bis et 1792 du Code général des impôts).
La loi de modernisation de l'économie du 4 août 2008 autorise qu'une ordonnance permette à toute personne physique ou morale, à l'exception des mineurs et personnes sous tutelle d'être constituant. Les avocats ont désormais la possibilité d'avoir la qualité de fiduciaire.
Par ailleurs, la durée maximale est désormais de 99 années.
Le régime de la fiducie a été complété par l'ordonnance no 2009-112 du 30 janvier 2009, conformément à l'habilitation qui a été donnée au gouvernement dans le cadre de la loi de modernisation de l'économie. L'objectif de cette nouvelle réforme est notamment de concilier le régime de la fiducie avec le droit des procédures collectives et le droit fiscal. Enfin, le 4 mars 2010 a été publié au Journal officiel le décret n° 2010-219 du 2 mars 2010 relatif au traitement automatisé de données à caractère personnel dénommé « Registre national des fiducies. » Il était dès lors possible de constituer des fiducies.

## Constitution d'une fiducie
Une fiducie est un contrat nommé entre trois personnes (le constituant, le fiduciaire et le bénéficiaire) qui doit respecter un certain nombre de mentions obligatoires pour être valable. Par ailleurs, le contrat doit, à peine de nullité, être enregistré dans un délai d'un mois à compter de sa constitution. En conséquence, le contrat doit être conclu par écrit.
D'après l'article 2018 du code civil, Les mentions obligatoires sont, sous peine de nullité :
1. Les biens, droits ou sûretés transférés. S'ils sont futurs, ils doivent être déterminables ;
2. La durée du transfert, qui ne peut excéder quatre-vingt-dix-neuf ans à compter de la signature du contrat ;
3. L'identité du ou des constituants ;
4. L'identité du ou des fiduciaires ;
5. L'identité du ou des bénéficiaires ou, à défaut, les règles permettant leur désignation ;
6. La mission du ou des fiduciaires et l'étendue de leurs pouvoirs d'administration et de disposition.

Si les biens transférés sont des biens immobiliers - ou portent sur des droits réels immobiliers - leur mise en fiducie doit également respecter les formalités d'enregistrement au registre de la publicité foncière (article 647 du Code général des impôts) au service de publicité foncière du lieu de situation de l'immeuble.
La mission du fiduciaire et ses pouvoirs, qui doivent lui permettre d'assurer sa mission, doivent être définis clairement. Il est à noter que le bénéficiaire peut être indifféremment le constituant, le fiduciaire ou encore un tiers. Dans la mesure où un tiers serait désigné, il faut porter attention au fait que la fiducie ne peut être conclue avec une intention libérale. Ainsi, le tiers bénéficiaire doit avoir rendu des services au constituant (ou à la fiducie) en corrélation avec la valeur du patrimoine fiduciaire.
Les biens transférés en fiducie peuvent être laissés en jouissance au constituant.

## Le déroulement du contrat de fiducie
Le fiduciaire est astreint à des obligations comptables rigoureuses.
À l'égard des tiers, il dispose d'une présomption de pouvoirs étendues, sauf à ce qu'il soit démontré que le tiers connaissait l'étendue exacte des pouvoirs du fiduciaire. Ainsi, dans le cadre de la gestion de la fiducie, si le fiduciaire outrepasse ses pouvoirs, les actes juridiques seront valables. Il devra néanmoins répondre sur son patrimoine propre de sa responsabilité contractuelle et de leurs conséquences vis-à-vis du constituant.
La constitution d'une fiducie emporte la constitution d'un véritable patrimoine d'affectation. Il n'y a pas de création de personne morale. Néanmoins, les effets sur les différents patrimoines se rapprochent de l'existence d'une personne morale.
- Les créanciers personnels du fiduciaire ne peuvent saisir le patrimoine fiduciaire. Ils doivent se cantonner au patrimoine propre du fiduciaire.
- Les créanciers du constituant ne peuvent saisir le patrimoine fiduciaire si la fiducie a été constituée sans fraude et en conformité avec les prescriptions légales.
- Les créanciers du tiers bénéficiaire ne peuvent saisir le patrimoine fiduciaire.
- Les créanciers du patrimoine fiduciaire doivent cantonner leurs poursuites au patrimoine fiduciaire. Toutefois, ils peuvent étendre leur poursuite au patrimoine du constituant si le patrimoine fiduciaire est insuffisant. Le contrat de fiducie peut prévoir la limitation de leur droit de poursuite au seul patrimoine fiduciaire, mais cette clause ne sera opposable qu'aux créanciers qui l'auront expressément accepté. Le contrat de fiducie peut également prévoir que les poursuites peuvent s'exercer sur le patrimoine personnel du fiduciaire.

Toutes les modifications apportées au contrat de fiducie doivent faire l'objet d'un enregistrement.

## La fin du contrat de fiducie
Le contrat de fiducie prend fin pour les causes suivantes :
- le décès du constituant personne physique ;
- l’arrivée du terme ;
- la réalisation du but poursuivi avant l'arrivée du terme ;
- lorsque la totalité des bénéficiaires ont renoncé à la fiducie, sauf stipulations du contrat prévoyant les conditions dans lesquelles il se poursuit ;
- lorsque le fiduciaire fait l’objet d’une liquidation judiciaire ;
- lorsque le fiduciaire fait l’objet d’une dissolution ou disparaît par suite d’une cession ou d’une absorption s’il s’agit d’une personne morale ;
- lorsque le fiduciaire fait l’objet d’une interdiction temporaire d’exercer, de radiation ou d’omission du tableau s’il est avocat.